# Kim Weston
Kim Weston, née Agatha Nathalia Weston le 20 ou 30 décembre 1939 à Détroit, est une chanteuse américaine de musique soul, ayant notamment travaillé avec la Motown.
Parmi ses tubes, Weston compte les chansons Love Me All the Way et Take Me in Your Arms (Rock Me a Little While), ainsi que le duo It Takes Two avec Marvin Gaye.